# Sauvigney-lès-Gray
Sauvigney-lès-Gray é uma comuna francesa na região administrativa de Borgonha-Franco-Condado, no departamento de Alto Sona. Estende-se por uma área de 10,44 km². Em 2010 a comuna tinha 104 habitantes (densidade: 10 hab./km²).